# K.V.H.C. Zuid-Oost-Vlaamse
De Katholieke Vlaamse Hoogstudentenclub Zuid-Oost-Vlaamse, beter bekend als de ZOV, is een studentenclub te Leuven voor mannelijke studenten. Oorspronkelijk was deze club vooral bestemd voor studenten afkomstig uit de streek rond Ronse, Oudenaarde, Geraardsbergen, Aalst en Dendermonde. In 2009 telt de club onder haar leden ook West-Vlamingen en Gentenaren. De oud-leden hebben hun eigen vereniging, onder de naam Tenera. Moeder Zuid-Oost-Vlaamse is lid van het Seniorenkonvent Leuven en van de Oost-Vlaamse Gilde.
De ZOV is een puriteinse club wat betreft de Nederlandse taal: Franse woorden en liederen worden geweerd op cantussen en andere activiteiten in het clubcafé, 'den Boule'.

## Geschiedenis
In 1978 werd de Zuid-Oost-Vlaamse gesticht door Leo Van Steenberge. De club ging in 2003 even ten onder, waarna zij werd heropgericht in 2004 door de zoon van de stichter, Edmond Van Steenberge. Tijdens het jaarlijkse galabal in Oudenaarde recruteert de club nieuwe leden.

## Symboliek
- De club beoefent de traditionele activiteiten die geassocieerd zijn met Leuvense studentenclubs in het Seniorenkonvent, waaronder het organiseren van cantussen, en het initiëren van nieuwe leden in een studentendoop (of ontgroening).
- De wapenspreuk van Moeder Zuid-Oost Vlaamse is Delectatio Alacritas et Solleritia ("Vermaak, Opgewektheid en Bedrevenheid").
- De club heeft drie symbolen die terug te vinden zijn op het schild. Ze refereren aan geschiedkundige, folkloristische verhalen van drie van de steden waarvan de leden afkomstig zijn. Bovenaan vindt men de Bril van Oudenaarde, in het midden het Ros Beiaard van Dendermonde en ten slotte ook de Ajuin van Aalst.
- De clubkleuren zijn rood, blauw en geel.
- Zoals elke Leuvense studentenclub beschikt de ZOV over een eigen monogram, ook wel 'zirkel' genoemd, bestaande uit kalligrafische letters V, C en F, beginletters van Vivat, Crescat, Floreat ("Hij leve, hij groeie, hij bloeie"), vervlochten met de eerste letter van de clubnaam en gevolgd door een uitroepteken.

## Reglementering
De Universiteit Leuven richtte als reactie op een aantal incidenten een doopcharter op teneinde studentendopen bij clubs en verenigingen veiliger te maken en te reglementeren. Tussen 2013 en 2019 werd vanuit het Seniorenkonvent beslist om niet in te gaan op de vraag om het doopcharter te ondertekenen. In april 2019, volgend op de dood van een student in Leuven bij de doop door Reuzegom, werd besloten een nieuw doopcharter op te stellen en te tekenen, dit in samenspraak met de universiteit om meer veiligheid te garanderen in de toekomst.
ZOV weigerde het doopcharter echter te ondertekenen. In november 2021 organiseerde ZOV een driedaagse doop waarbij een student het bewustzijn verloor na fysieke uitputting en een levensgevaarlijke hoeveelheid alcohol (5,14 promille). De student belandde in het ziekenhuis. Tegen 13 studenten werd door de KU Leuven een tuchtprocedure opgestart.

## Bekende leden
- Pieter De Crem, minister van Defensie
- Matthias Storme, professor in de rechten